# 志丹路
志丹路是中華人民共和國上海市普陀區的一條南北走向道路，北起滬太路，南至交通路，通過光新路鐵路立交橋與光新路相連，全长1.62公里，始建於1953年，得名自陝西省志丹縣。同樣在1950年代，建成橫跨夏长浦支流横港的志丹路北橋以及橫跨新港支流的志丹路南橋。1984年，拓宽新村路以北的志丹路路段，志丹路北橋拆除。同時因新港支流被填埋，志丹路南橋被拆除。1994年12月，該道路拓宽。沿途有甘泉新村。